# Yellow Grass
Yellow Grass es un pueblo canadiense situado en la provincia de Saskatchewan.

## Superficie
Yellow Grass tiene una superficie de 2,67 km².

## Demografía
En 2021, tenía 483 habitantes, una densidad poblacional de 181,1 hab./km², y 205 viviendas.